# Antonio Puppio
Antonio Puppio (Gallarate, 28 aprile 1999) è un ex ciclista su strada italiano, attivo in formazioni Elite UCI dal 2019 al 2023.

## Palmarès
- 2017 (Juniores)[1]

Campionati italiani, Prova a cronometro Juniores
Memorial A. Franchini
Trofeo Caduti Besnatesi
- 2021 (Team Qhubeka, una vittoria)

Gran Premio Chianti Colline d'Elsa

### Altri successi
- 2021 (Team Qhubeka)

Classifica a punti Giro della Regione Friuli Venezia Giulia

## Piazzamenti

### Classiche monumento
- Milano-Sanremo

2023: 117º
- Giro delle Fiandre

2023: 92º
- Parigi-Roubaix

2023: 108º

### Competizioni mondiali
- Campionati del mondo

Bergen 2017 - Cronometro Junior: 2º
Yorkshire 2019 - Cronometro Under-23: 22º

### Competizioni continentali
- Campionati europei

Herning 2017 - Cronometro Junior: 10º
Alkmaar 2019 - Cronometro Under-23: 10º
Alkmaar 2019 - In linea Under-23: 47º